# Frankfurt-Eckenheim
Eckenheim is een stadsdeel van Frankfurt am Main. Het stadsdeel ligt ten noorden van het centrum van Frankfurt. Eckenheim is met ongeveer 14.000 inwoners een middelgroot stadsdeel van Frankfurt.

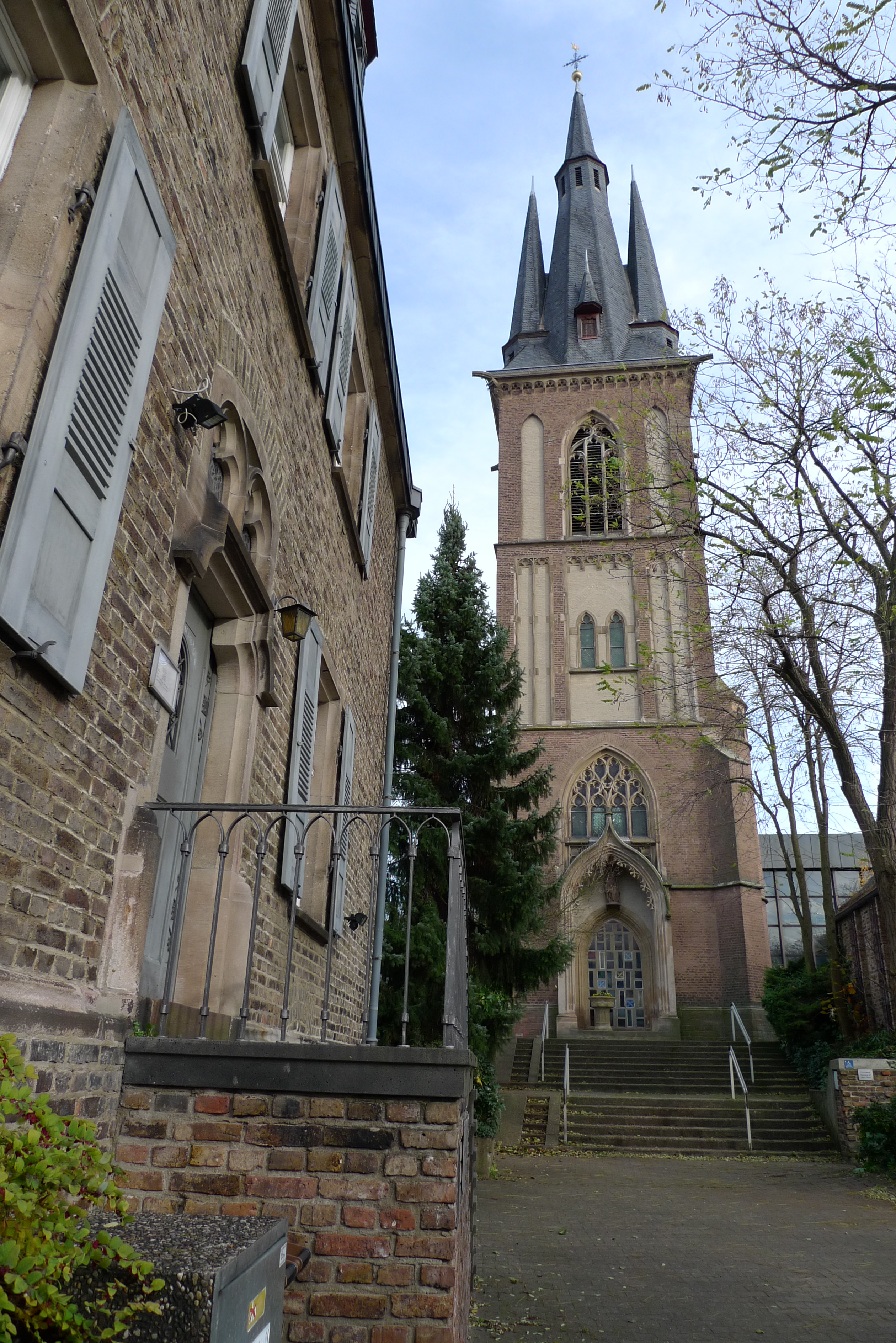
De Herz-Jesu kerk in Eckenheim

Altstadt · Bahnhofsviertel · Bergen-Enkheim · Berkersheim · Bockenheim · Bonames · Bornheim · Dornbusch · Eckenheim · Eschersheim · Fechenheim · Flughafen · Frankfurter Berg · Gallus · Ginnheim · Griesheim · Gutleutviertel · Harheim · Hausen · Heddernheim · Höchst · Innenstadt · Kalbach-Riedberg · Nied · Nieder-Erlenbach · Nieder-Eschbach · Niederrad ·  Niederursel · Nordend · Oberrad · Ostend · Praunheim · Preungesheim · Riederwald · Rödelheim · Sachsenhausen · Schwanheim · Seckbach · Sindlingen · Sossenheim · Unterliederbach · Westend · Zeilsheim